# Nicolas Hoydonckx
Nicolas Huibrecht Hoydonckx (29. prosince 1900 – 4. února 1985) byl belgický fotbalista, který hrál na pozici obránce.
V kariéře hrál za kluby Berchem, Hasselt a Tilleur. Za belgickou fotbalovou reprezentaci nasbíral v letech 1928 až 1933 36 reprezentačních startů a zúčastnil se Letních olympijských her 1928 a Mistrovství světa ve fotbale 1930.